# ناوتو أندو
ناوتو أندو (باليابانية: 安藤 由翔) (28 أغسطس 1991 في هيوغو في اليابان – )؛ هو لاعب كرة قدم ياباني سابق كان يلعب كلاعب وسط.

## وصلات خارجية
- ناوتو أندو على موقع رابطة كرة القدم اليابانية للمحترفين (اليابانية)
- ناوتو أندو على موقع قاعدة بيانات كرة القدم.إي يو (الإنجليزية)
- ناوتو أندو على موقع Soccerway.com (الإنجليزية)
- ناوتو أندو على موقع عالم كرة القدم.نت (الإنجليزية)